# Osby landsfiskalsdistrikt
Osby landsfiskalsdistrikt var 1918–1964 ett landsfiskalsdistrikt i Kristianstads län, bildat när Sveriges indelning i landsfiskalsdistrikt trädde i kraft den 1 januari 1918, enligt beslut den 7 september 1917. Den 1 januari 1965 avskaffades i Sverige samtliga landsfiskaler och landsfiskalsdistrikt, och deras arbetsuppgifter delades upp på de nyskapade indelningarna polisdistrikt, åklagardistrikt och kronofogdedistrikt.
Landsfiskalsdistriktet låg under länsstyrelsen i Kristianstads län.

## Ingående områden
Den 1 januari 1937 utbröts Osby köping ur Osby landskommun. När Sveriges nya indelning i landsfiskalsdistrikt trädde i kraft den 1 januari 1952 (enligt kungörelsen 1 juni 1951) ändrades indelningen av distriktets ingående områden. Den 1 januari 1962 införlivades Osby landskommun i Osby köping, utan att distriktets omfattning ändrades.

### Från 1918
Östra Göinge härad:
- Hästveda landskommun
- Loshults landskommun
- Osby landskommun

### Från 1937
Östra Göinge härad:
- Hästveda landskommun
- Loshults landskommun
- Osby köping
- Osby landskommun

### Från 1 januari 1952
- Glimåkra landskommun
- Loshults landskommun
- Osby köping
- Osby landskommun
- Örkeneds landskommun

### Från 1 januari 1962
- Glimåkra landskommun
- Loshults landskommun
- Osby köping
- Örkeneds landskommun